# Individual-based Model
Individual-based Models (IBM) sind ein Ansatz der Theoretischen Ökologie zur Modellierung auf individueller Ebene.

## Definition
Der SGPBI-Report 2002 definiert IBMs wie folgt:
Simulations based on the overall consequences of processes involving individuals of a population. In an IBM, the characteristics of each individual are tracked through time. This stands in contrast to modeling techniques where characteristics of the population are averaged, and changes in these averages are being compared.

## Anwendungen
Die Individual-based Models erlauben es, die Mechanismen zu verstehen, die hinter Populationsdynamiken und Ökosystemveränderungen stehen. Die Modelle setzen an der Interaktion einzelner Individuen untereinander und mit ihrer belebten und unbelebten Umwelt an. Dies ist besonders bei eng verwobenen Ökologischen Gemeinschaften, wie bei Korallengemeinschaften, aufschlussreich.